# Damian Janikowski
Damian Janikowski (n. 27 iunie 1989, Wrocław, Republica Populară Polonă) este un luptător ce a reprezentat Polonia, medaliat olimpic. A participat la o ediție a Jocurilor Olimpice (2012) în care a câștigat o medalie de bronz.

## Participări
Lista de mai jos prezintă principalele competiții la care a participat Damian Janikowski de-a lungul carierei.
- wrestling at the 2012 Summer Olympics – men's Greco-Roman 84 kg[*]